# 高文爵士与绿骑士
《高文爵士与绿骑士》（又译为《高文爵士与绿衣骑士》、楊牧譯《甲溫與綠騎俠傳奇》），14世紀後期韻文叙事诗，題材為亚瑟王传說，作者不詳。1066年威廉公爵彻底征服了英格兰后，法国文化占優勢，本作品廣為流傳。
《高文爵士与绿骑士》全诗共計2530行，分為四部分。被称为中世纪英文文學中亚瑟王传說最佳片段。描述高文爵士接受了綠騎士的挑戰，獲得「绿腰带」，卻也在无形中成为女巫摩根勒菲的爪牙。

## 分段内容

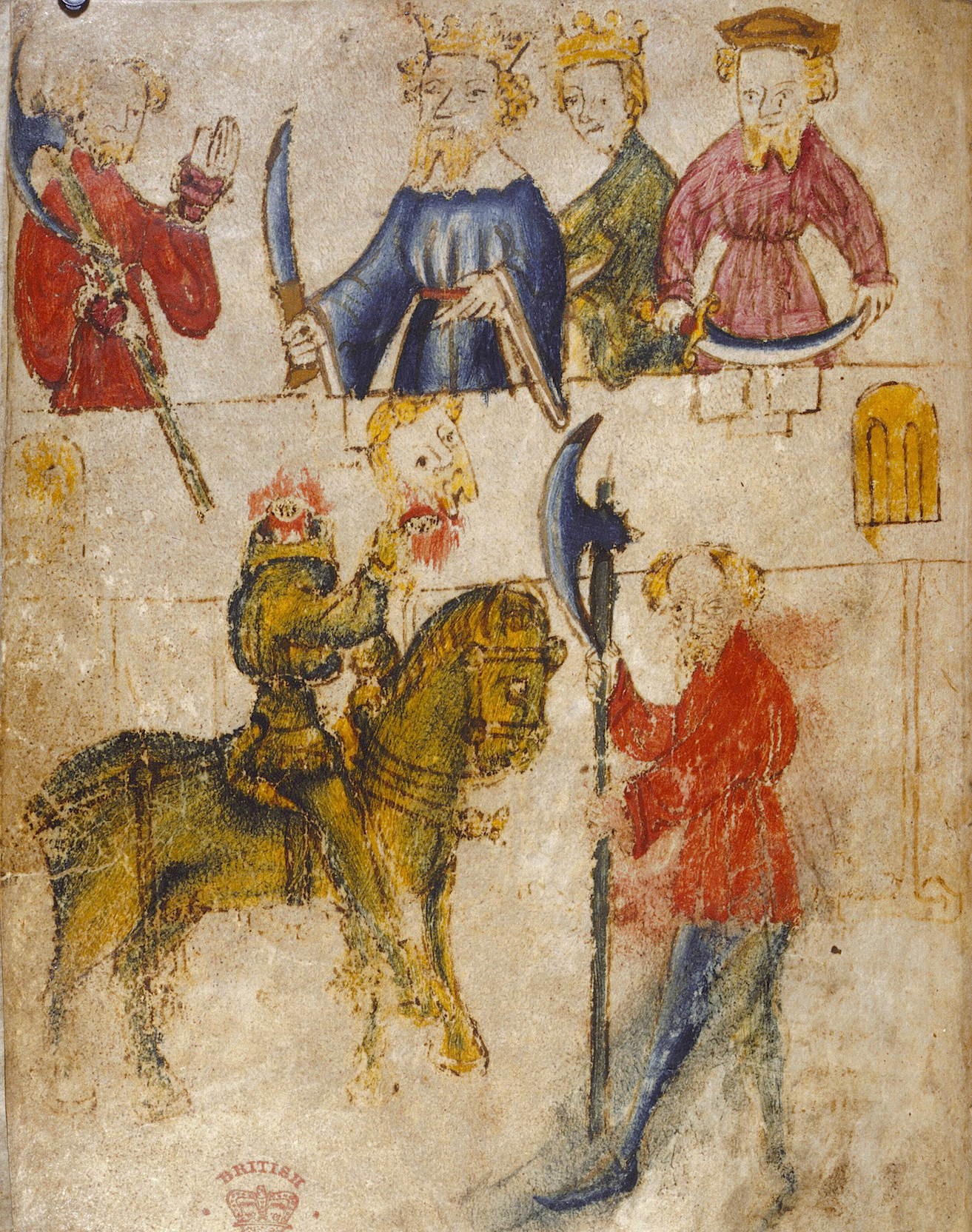
《高文爵士与绿骑士》原稿中的插图。图中描述高文砍下绿骑士的头颅后，绿骑士将自己的头颅指向高文，要求高文务必要兑现与他的约定。

### 第一部分
圣诞夜前夕，亚瑟王与圆桌骑士們正在卡美洛的宫廷大殿上舉辦宴會，一名高大威武、身披绿色战甲的骑士駕著一匹绿马猛然闯进大殿，一時震驚四座。只见那名绿衣骑士一手持冬青，一手持斧头，扬言挑戰眾骑士，看现场哪位骑士敢以斧头砍下他的头颅，并要求将头砍下者次年元旦必须赴约，回受他的一斧。高文自告奋勇接受这位来路不明的骑士的挑战，迅速将那位绿衣骑士的头颅砍下。眾人感到庆幸時，不料绿衣骑士竟未因头颅被砍下而倒地死去，反而俯身拾起自己的头颅，並将自己的头颅指向高文，要求他次年元旦务必到「绿教堂」去接受他的回砍。

### 第二部分
次年冬季来临，高文必须遵从与绿骑士之间的约定，前往绿教堂接受挑战。临行之際，亚瑟王为了祝福高文平安归来，与众骑士设宴为高文送行。高文为了兑现诺言，一路跋山涉水，饱受饥寒之苦，歷盡豺狼之险，卻始終堅定前行。途中經過一片密林，林中有座古堡，高文受到城堡主人及夫人盛情招待，並得知绿教堂就在不远处，便在城堡留宿。城主对高文開出条件：白天城主外出打猎，晚上则要以猎物与高文的某樣物品做交换。高文答应了這個要求。

### 第三部分
次日城主外出打猎时，他那位美丽的夫人伺机向高文示爱，但被高文拒绝了。当晚城主把猎物送给高文，高文卻只是吻了他一下做为回礼，第二天則親吻兩下。直到第三天，夫人送给高文一只特别的指环，高文仍然拒绝了。随后夫人又送给他一条绿色腰带，声称只要系上这条腰带就可以刀枪不入。高文突然想起与绿骑士的受斧之约，便改口同意接受夫人贈送的这条绿腰带。晚上与城主交换礼物时，高文并没有將绿腰带作为回礼，而是吻了城主五下。

### 第四部分
高文离开城堡，在精灵向导的指引下，一路踏雪向绿教堂前进。精灵向导无论如何劝阻都没任何成效，只好离他而去。接近绿教堂时，高文听見磨斧头的聲響，便向着此聲響走去，不久後绿衣骑士就出现在他面前，并提起斧头朝他的头砍去。高文害怕地把頭縮回來，绿衣骑士见状，怒喝他胆怯；第二斧高文并没有躲闪，任凭他砍来，但绿骑士却没有伤害到他；第三斧也只是砍破了高文一点头皮，流了一点血。绿骑士提起斧头再向他砍来时，高文猛地跳起来，要求绿骑士停止攻击。这时绿骑士揭开了自己的真面目，原来他就是城堡主人。他要考验高文是否遵循骑士高尚之道。前两斧没有伤到高文，代表高文在城堡头两晚没有背信他们之间的约定，第三斧伤了他，是因为第三晚时他没有交出夫人所送的绿腰带。高文回到卡美洛，如实叙述事情经过，随后亚瑟王提议让所有圆桌骑士以及宫廷妇女都佩戴绿色腰带，作为此事件的纪念。然而眾人皆不知情，这一切其實是女巫摩根勒菲暗中设下的圈套，为了使亚瑟王最精英的骑士成为她的绿骑士，而城堡女主人也是她的化身。

## 高文爵士三部曲

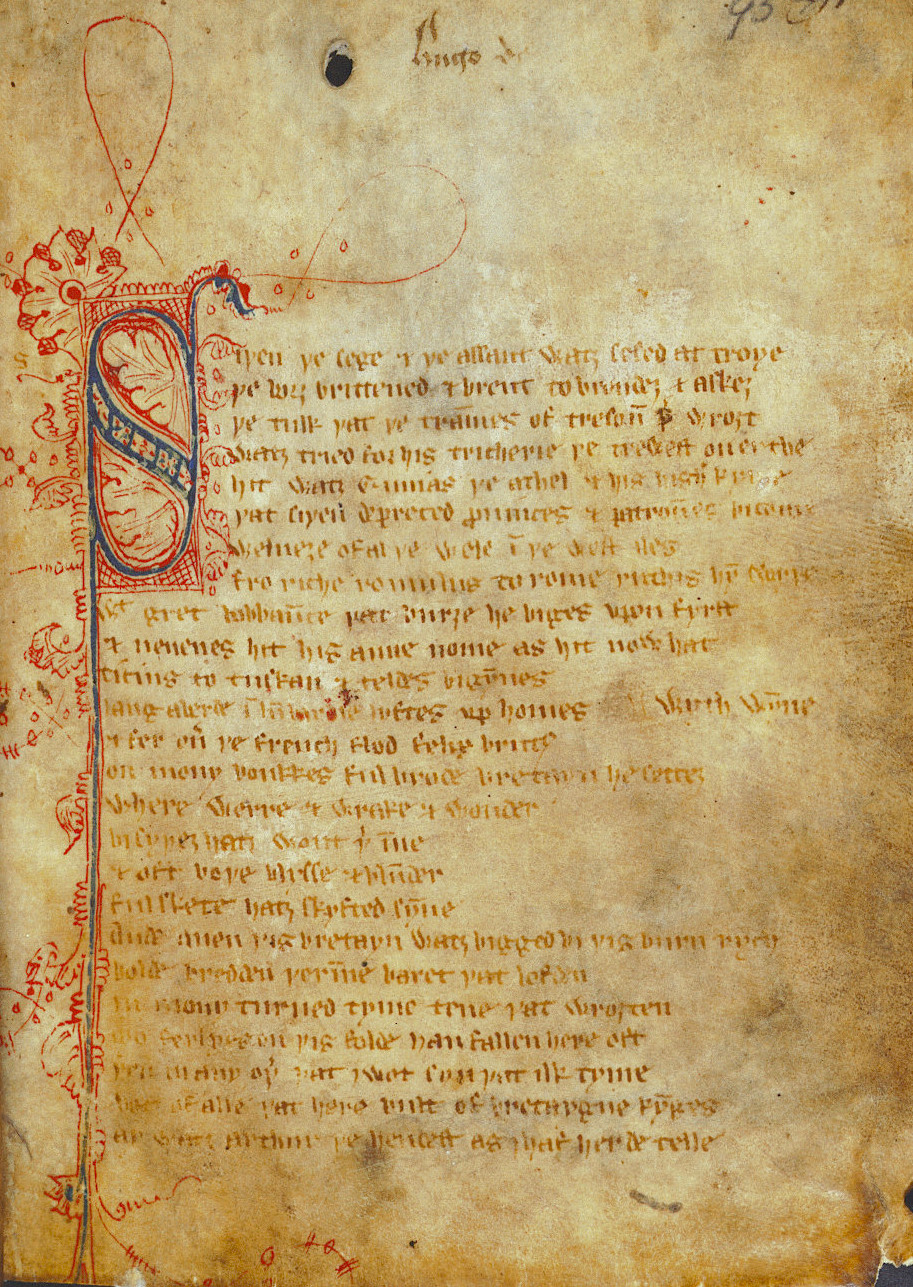
《高文爵士与绿骑士》的一页原稿。

1. 《高文爵士与绿骑士》（Sir Gawain and the Green Knight）
2. 《高文爵士与乡下的卡莱尔》（Sir Gawain and the Carle of Carlisle）
3. 《高文爵士与拉格妮尔夫人的婚礼》（The Wedding of Sir Gawain and Dame Ragnelle）